# NK Slavonac Slavonski Kobaš
NK "Slavonac" Slavonski Kobaš nogometni je klub smješten u Slavonskom Kobašu. 

## Povijest
Klub je osnovan 1948. godine, a od tada pokazuje znanje i vještinu na područjima istočne Hrvatske. U klubu se nalaze dvije dobne skupine: seniori i juniori. Seniorska momčad je trenutačno (2022. godine) u 2. ŽNL BPŽ - C, dok je juniorska u 1. ŽNL BPŽ - Istok. U klubu prevladavaju mladi igrači koji su od starijih naraštaja naučili većinu stvari. Uprava i igrači samoga kluba, ujedno su i organizatori manifestacije koja se održava svakog ljeta, jednom godišnje, Ribarska večer, koja se održava "pod bajerom na savi". Stadion ovoga kluba je u Slavonskom Kobašu i naziva se Pilana.